# SN 2011fe
SN 2011fe eller PTF 11kly, var en supernova. Den upptäcktes av Palomar Transient Factory (PTF) den 24 augusti 2011 i samband med undersökning av Vindsnurregalaxen, (M 101). 
Stjärnan, en tidigare vit dvärgstjärna, är belägen cirka 21 miljoner ljusår från jorden.
SN 2011fe var först svag, men tilltog i ljusstyrka snabbt. Den 24 augusti, när den upptäcktes, hade den bara en miljondel av den ljusstyrka som krävs för att bli synlig för blotta ögat. Dagen efter hade den ökat etthundra gånger i ljusstyrka. Efter ytterligare en dag var den ytterligare sex gånger ljusstarkare. 